# Twierdzenie Lagrange’a (rachunek różniczkowy)
Twierdzenie Lagrange’a – jedno z kilku twierdzeń o wartości średniej w rachunku różniczkowym; jest to uogólnienie twierdzenia Rolle’a oraz szczególny przypadek twierdzenia Cauchy’ego i twierdzenia Taylora.
Nazwa twierdzenia pochodzi od nazwiska Josepha Louisa Lagrange’a, który podał je i udowodnił w 1797 roku.

## Twierdzenie
Jeśli dana funkcja {\displaystyle f\colon [a,b]\to \mathbb {R} } jest
- ciągła w przedziale {\displaystyle [a,b],}
- różniczkowalna w przedziale {\displaystyle (a,b),}

to istnieje taki punkt {\displaystyle c\in (a,b),} że:
{\displaystyle {\frac {f(b)-f(a)}{b-a}}=f'(c).}

## Interpretacje

W języku geometrii twierdzenie Lagrange’a mówi o tym, że na łuku będącym wykresem funkcji od punktu {\displaystyle \left(a,f(a)\right)} do punktu {\displaystyle \left(b,f(b)\right),} istnieje taki punkt, w którym styczna jest równoległa do siecznej poprowadzonej między punktami {\displaystyle \left(a,f(a)\right)} i {\displaystyle \left(b,f(b)\right).}
współczynnik kierunkowy stycznej do wykresu funkcji w punkcie {\displaystyle \left(c,f(c)\right)} wynosi {\displaystyle f'(c).} Na mocy twierdzenia Lagrange’a jest on równy
{\displaystyle {\frac {f(b)-f(a)}{b-a}}.}
Z kolei teza twierdzenia Lagrange’a zapisana w postaci iloczynowej
{\displaystyle f(b)-f(a)=f'(c)(b-a)}
wskazuje na to, że przyrost wartości funkcji dla argumentów {\displaystyle a} i {\displaystyle b} wyraża się przez przyrost wartości zmiennej (argumentów) i pochodną funkcji w pewnym punkcie pośrednim między {\displaystyle a} i {\displaystyle b} – stąd właśnie nazwa twierdzenia.

## Dowód
Załóżmy, że:
{\displaystyle K={\frac {f(b)-f(a)}{b-a}},}
{\displaystyle g(x)=f(x)-K(x-a).}
Mamy wtedy:
{\displaystyle g(a)=f(a)-K(a-a)=f(a)}
oraz
{\displaystyle g(b)=f(b)-K(b-a)=f(b)-f(b)+f(a)=f(a).}
A więc:
{\displaystyle g(a)=g(b),} czyli funkcja {\displaystyle g(x)} spełnia założenia twierdzenia Rolle’a, a zatem istnieje punkt {\displaystyle c\in (a,b)} taki, że {\displaystyle g'(c)=0,} z drugiej strony mamy {\displaystyle g'(x)=f'(x)-K} i stąd otrzymujemy {\displaystyle 0=g'(c)=f'(c)-K.} Dlatego też {\displaystyle f'(c)=K={\frac {f(b)-f(a)}{b-a}}.}

## Historia
Pierwszy przykład zastosowania został opisany przez Parameśwarę (1380–1460), z keralskiej szkoły astronomii i matematyki, w jego komentarzach do Gowindśwvāminiego i Bhaskaraćarji. W 1691 roku Michel Rolle udowodnił prostszą postać tego twierdzenia dla wielomianów (nie powołując się na metody rachunku różniczkowego); dziś szczególny przypadek twierdzenia Lagrange’a znany jest właśnie jako twierdzenie Rolle’a. Twierdzenie Lagrange’a we współczesnej postaci i pełnej ogólności zostało postawione i udowodnione przez Augustina Louisa Cauchego w 1823 roku.

## Uogólnienie
Dla funkcji o wartościach w dowolnych przestrzeniach wektorowych (a nawet w {\displaystyle \mathbb {R} ^{n}} dla {\displaystyle n>1}) teza twierdzenia nie jest spełniona. Na przykład linia śrubowa (traktowana jako wykres funkcji {\displaystyle \mathbb {R} \to \mathbb {R} ^{2}}) podczas jednego obrotu nie ma w żadnym momencie pochodnej zerowej, a powraca do swojej wartości (na osiach x,y).
Dla funkcji różniczkowalnej o wartościach w dowolnej przestrzeni Banacha spełniona jest nierówność:
{\displaystyle \|f(b)-f(a)\|\leqslant |b-a|\cdot \sup \limits _{t\in (a,b)}\|f'(t)\|.}
Dowód polega na wykazaniu, że dla liczby {\displaystyle \varepsilon >0} i każdego ograniczenia górnego normy pochodnej na przedziale {\displaystyle (a,b),} to {\displaystyle b} jest kresem górnym zbioru końców przedziału, dla których spełniona jest teza, gdy zastąpić w niej {\displaystyle a} przez {\displaystyle a+\varepsilon } i supremum przez ograniczenie górne. Wystarczy wtedy zauważyć, że nierówność pozostanie prawdziwa zastąpiwszy ograniczenie kresem, a ponadto {\displaystyle \varepsilon } może być dowolnie mała dzięki ciągłości funkcji {\displaystyle f.}